# Death Jr.
Death Jr. (Death Junior) – gra zręcznościowa na konsolę Playstation Portable.

## Fabuła
Gracz kieruje poczynaniami tytułowego trupa, czyli następcy Śmierci.
Grę rozpoczyna fim wprowadzający do fabuły: Klasa potworków (m.in. Smith i Weston - chłopcy połączeni głowami) wraz z nauczycielem Mr. Joygrove wybrała się na wycieczkę do muzeum. W pewnym momencie odłączyli się od nauczyciela i znaleźli dziwne pudełko. Death junior otworzył je swoją kosą. Z pudełka wyłoniło się wiele rąk oraz macek należących do Molocha - Necromancera, który ukradł dusze jego przyjaciołom lecz pozostawił ich ciała. Zadaniem tytułowego bohatera jest odnalezienie ich dusz oraz pokonanie okrutnego Molocha.
Gracz posiada ogromny arsenał broni począwszy od kosy a skończywszy na różnego rodzaju pistoletach, obrzynach, czy nawet miotaczach ognia.